# Ярыгин, Илья Георгиевич
Илья́ Гео́ргиевич Яры́гин (1893, поселок Екатерининский Оренбургской губернии — 13.4.1938, Воронеж) — деятель ВКП(б), 2-й секретарь Воронежского областного комитета. Входил в состав особой тройки НКВД СССР.

## Биография
Родился в 1893 году в поселке Екатерининский Кваркенской станице Орского уезда Оренбургской губ. в семье казака-хлебороба. Русский. Чл. РКП(б) с января 1918. В 1915 сдал экзамен за курс ср. учебного заведения в реальном уч-ще в г. Верхнеуральск Оренбургской губ. С 1914 года по 1917 годы в составе Русской армии участвовал в Первой мировой войне. С сентября 1914 по 1915 рядовой-казак зап. казачьей сотни в Верхнеуральске. В 1915-1916 студент военно-фельдшерской медицинской шк. в Оренбурге. С 1916 по май 1917 сотенный фельдшер 9-го Оренбургского казачьего полка на Юго-Западном и Румынском фронтах. С июня по июль 1917 чл. комитета казаков Юго-Западного фронта в г. Бердичев. С июля по ноябрь 1917 пред. полкового комитета и медик-фельдшер 9-го Оренбургского казачьего полка Юго-Западного фронта. В ноябре-декабре 1917 пред. полкового комитета 9-го Оренбургского казачьего полка во время передвижения из р-на Винницы в Оренбургскую губ. С февраля по май 1918 губ. военком в Оренбурге.  В 1918—1922 годах в составе РККА участвовал в Гражданской войне. По демобилизации вся последующая жизнь была связана с работой в структурах РКП(б), в ряды которой он вступил в 1918 году.
- 1932—1934 годы — секретарь по снабжению и заведующий Отделом советской торговли Центрально-Чернозёмного областного комитета ВКП(б).
- 19 июня 1934 года — октябрь 1937 года — 2-й секретарь Воронежского обкома ВКП(б). Этот период отмечен вхождением в состав особой тройки, созданной по приказу НКВД СССР от 30.07.1937 № 00447[1] и активным участием в сталинских репрессиях[2].

## Конец жизни
Арестован 2 октября 1937 г.
Приговорён к ВМН выездной сессией ВКВС СССР в Воронеже 13 апреля 1938 г. Обвинялся по статьям 58-1а, 58-7, 58-8, 58-11 УК РСФСР, как активный участник с 1929 года антисоветской право-троцкистской террористической и диверсионно-вредительской организации, действовавшей в Воронежской области, и как организатор её группы в Воронеже. Расстрелян в день вынесения приговора.
Реабилитирован ВКВС СССР 18 августа 1956 года по отсутствии состава преступления.